# Karolino-Buhas
Karolino-Buhas (ukrainisch Кароліно-Бугаз; russisch Каролино-Бугаз Karolino-Bugas) ist ein Dorf in der Oblast Odessa im Südwesten der Ukraine mit etwa 2200 Einwohnern (2004).

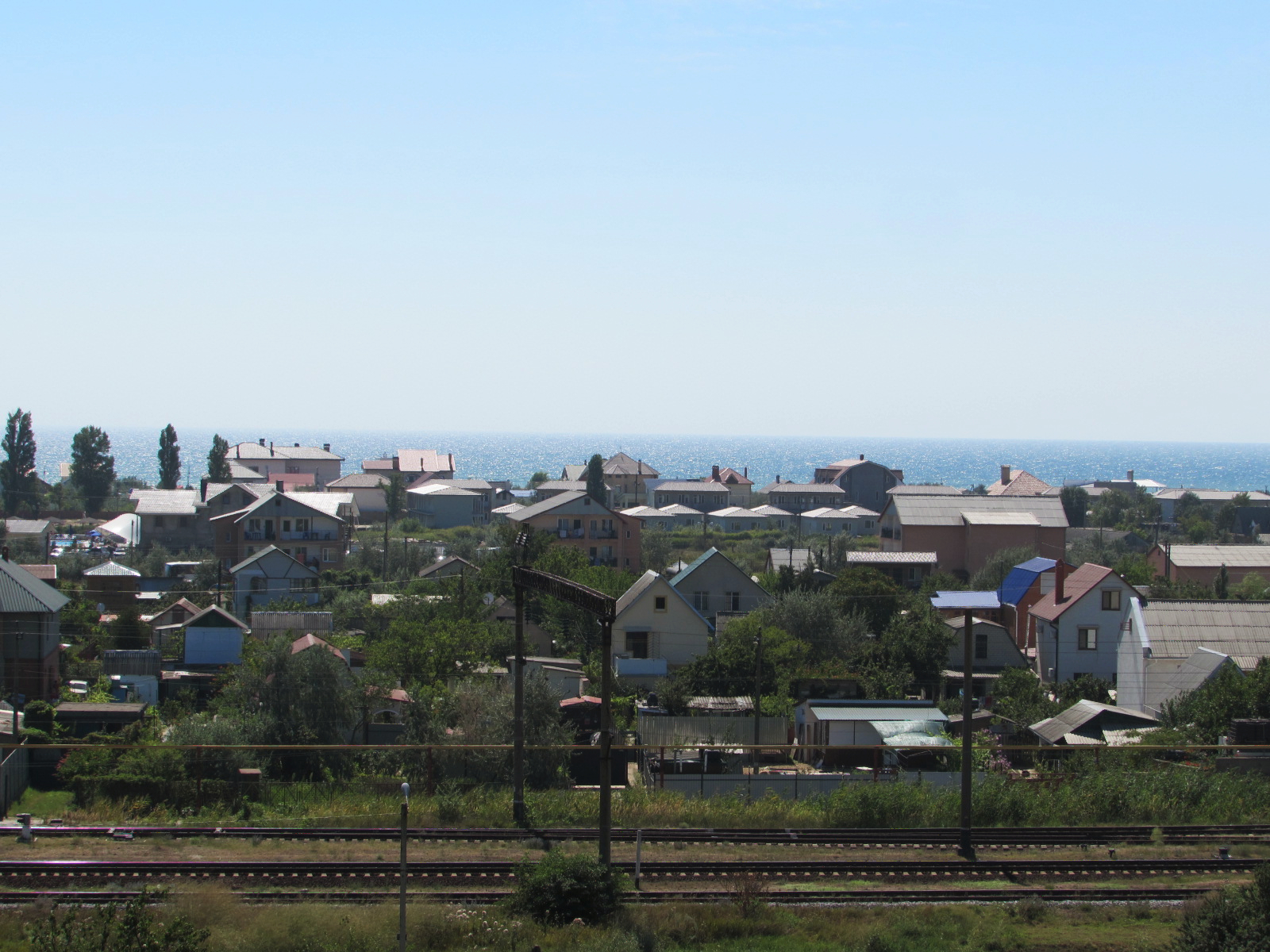
Karolino-Buhas

Das 1769 erstmals erwähnte Dorf hieß zwischen 1944 und 1990 Satoka (Затока) und dank seiner geographischen Lage zwischen dem Dnister-Liman (Дністровський лиман/ Dnistrowskyj Lyman) und dem Schwarzen Meer ist Karolino-Buhas ein Ferienort mit einer Vielzahl an Pensionen und Ferienanlagen. Acht Kilometer nordwestlich befindet sich bei Roksolany der
archäologische Fundplatz der antiken griechischen Stadt Nikonion.
Durch das Dorf verläuft die Regionalstraße P–70 und die Bahnstrecke Odessa–Basarabeasca, an der das Dorf eine Bahnstation besitzt.
Das ehemalige Rajonzentrum Owidiopol liegt 13 km nördlich und das Oblastzentrum Odessa liegt etwa 50 km nordöstlich von Karolino-Buhas.
Die Siedlung städtischen Typs Satoka befindet sich auf der gegenüberliegenden Seite des Dnister-Limans 12 km südwestlich von Karolino-Buhas.

## Verwaltungsgliederung
Am 12. Juni 2020 wurde das Dorf zum Zentrum der neugegründeten Landgemeinde Karolino-Buhas (Кароліно-Бугазька сільська громада/Karolino-Buhaska silska hromada). Zu dieser zählen auch noch die Siedlung städtischen Typs Satoka, bis dahin bildete es die gleichnamige Landratsgemeinde Karolino-Buhas (Кароліно-Бугазька сільська рада/Karolino-Buhaska silska rada) im Süden des Rajons Owidiopol.
Seit dem 17. Juli 2020 ist es ein Teil des Rajons Bilhorod-Dnistrowskyj.
Folgende Orte sind neben dem Hauptort Karolino-Buhas Teil der Gemeinde:
| Name                     | Name       | Name     | Name      |
| ukrainisch transkribiert | ukrainisch | russisch | rumänisch |
| ------------------------ | ---------- | -------- | --------- |
| Satoka                   | Затока     | Затока   | Bugaz     |